# معركة رآتنتي
معركة رآتنتي (بالفنلندية: Raatteentien taistelu) وقعت خلال حرب الشتاء بين الاتحاد السوفيتي وفنلندا في يناير 1940، كجزء من معركة سووموسالمي.
في 7 ديسمبر 1939، استولت الفرقة السوفياتية 163 على سووموسالمي، ولكنها وجدت نفسها محاصرة في عمق الأراضي الفنلندية، وأرسلت فرقة المشاة السوفياتي (أوكرانية) 44 لمساعدة 163. خلال الاسبوع الموالي، توقفت فرقة العقيد هيالمار سيلاسفوو التاسعة المتفوقة عددياً وألحقت هزيمة حاسمة بالقوات السوفياتية على الطريق رآته-سووموسالمي. أثبتت هذه المعركة فعالية تكتيكات موتـّي الفنلندية (motti؛ وتعني وحدة عدو مطوقة تماماً).